# كأس السوبر الكويتي 2023
كأس للسوبر الكويتي 2023 هي النسخة السادسه عشر من بطولة كأس السوبر الكويتي لكرة القدم منذ انطلاقتها لأول مرة عام 2008، التي ينظمها اتحاد الكويتي لكرة القدم، بالتنظيم الجديد للبطولة، بعدما اعتمد مجلس إدارة الاتحاد الكويتي لكرة القدم قرار مشاركة أربع فرق على كأس السوبر الكويتي، وستُقام البطولة من 3 مباريات، مباراتي نصف النهائي والنهائي، وذلك على غرار بطولة كأس السوبر الإسباني التي لعبت في في مدينة الرياض موسم 2019-20، ، بمشاركة نادي الكويت بطل الدوري الكويتي 2022-23 وبطل كأس الامير الكويتي 2022-23، نادي العربي بطل كأس ولي العهد 2022-23 ووصيف الدوري الكويتي 2022-23 ، نادي كاظمة الذي حال ثالثاً في الدوري الكويتي 2022–23، ونادي القادسيه الذي حال رابعاً في الدوري الكويتي 2022–23.

## فرق المشاركة
| الفرق         | طريقة التأهيل                                             | المشاركات السابقة (يشير الرقم والخط العريض لعدد/سنوات الفوز)                     | آخر ظهور                     |
| ------------- | --------------------------------------------------------- | -------------------------------------------------------------------------------- | ---------------------------- |
| نادي الكويت   | بطل الدوري الكويتي 2022-23 بطل كأس الامير الكويتي 2022-23 | 6 (2008، 2009، 2010، 2013، 2014، 2015، 2016، 2017، 2018، 2019، 2020، 2021، 2022) | بطل كأس السوبر الكويتي 2022  |
| نادي العربي   | بطل كأس ولي العهد 2022-23 وصيف الدوري الكويتي 2022-23     | 3 (2008، 2012، 2020، 2021)                                                       | بطل كأس السوبر الكويتي 2021  |
| نادي كاظمة    | ثالث الدوري الكويتي 2022–23                               | 0 (2011، 2022)                                                                   | وصيف كأس السوبر الكويتي 2022 |
| نادي القادسيه | رابع الدوري الكويتي 2022–23                               | 6 (2009، 2010، 2011، 2012، 2013، 2014، 2015، 2016، 2017، 2018، 2019)             | بطل كأس السوبر الكويتي 2019  |

## المباريات

### نصف النهائي الأول
| العربي | ضد | كاظمة |
| ------ | -- | ----- |
|        |    |       |

### نصف نهائي الثاني
| الكويت | ضد | القادسية |
| ------ | -- | -------- |
|        |    |          |

1. ↑  "كأس السوبر". Kuwait FA. مؤرشف من الأصل في 2023-12-10. اطلع عليه بتاريخ 2023-12-10.